# Club Sporting Cristal
Il Club Sporting Cristal S.A., è una società polisportiva peruviana con sede nella città di Lima, meglio nota per la sua sezione calcistica, fondata nel 1955 e militante in Liga 1, massima serie del campionato peruviano di calcio.
È la terza squadra di calcio più titolata del paese, avendo vinto 20 campionati, nonché una delle tre "grandi" del calcio peruviano insieme a Universitario e Alianza Lima. Nel 1997 divenne la seconda compagine peruviana a raggiungere la finale di Coppa Libertadores. Fondata nel 1955 dalla Backus y Johnston, birrificio peruviano, la squadra è nota con l'appellativo di "birrai". Disputa le gare casalinghe allo Stadio Alberto Gallardo, impianto da 11 600 posti situato nel distretto di San Martín de Porres.

## Storia
Il club venne fondato il 13 dicembre 1955 dai coniugi Ricardo Bentín Mujica ed Esther Grande, co-proprietari del birrificio Backus & Johnston, con la denominazione Club Sporting Cristal Backus, dal nome della marca di birra del gruppo tra le più vendute in Perù. La nuova società nacque dalla fusione con lo Sporting Tabaco, club del distretto di Rímac e di proprietà dell'industria statale peruviana del tabacco. Lo Sporting Tabaco aveva raggiunto al massimo un paio di volte il secondo posto in campionato e nel 1955 aveva problemi economici, così che nell'ottobre 1955 iniziarono dei negoziati tra la Backus & Johnston e i soci dello Sporting Tabaco. I negoziati si conclusero due mesi dopo con la nascita dello Sporting Cristal, che ereditò i colori tradizionali, lo stemma e il posto nella massima serie del campionato peruviano.
Al debutto nel campionato peruviano lo Sporting Cristal ha conquistato il primo titolo della sua storia, giocando un buon calcio sotto la guida dell'allenatore cileno Luis Tirado. Questo successo portò i giornalisti a parlare dello Sporting Cristal come del el club que nació campeón (il club che nacque campione). Cinque anni più tardi, nel 1961, arrivò la conquista del secondo titolo dopo lo spareggio contro l'Alianza Lima, vinto per 2-0 grazie alle reti di Alberto Ramírez e Alberto Gallardo. Nel 1968 venne tolto Backus dalla denominazione, che divenne Club Sporting Cristal, per dimostrare la piena indipendenza del club dal birrificio. A cavallo del 1970 lo Sporting Cristal vinse il campionato peruviano per altre tre volte, grazie anche alle reti di Alberto Gallardo, uno dei calciatori più rappresentativi del club. Sul finire degli anni settanta arrivò la conquista di due campionati consecutivi (1979 e 1980), in entrambi i casi vinti con una giornata di anticipo.

### Il primo bi-campionato (1979-1980)
Alla fine degli anni '70, lo Sporting Cristal mise insieme una squadra potente con molti dei migliori calciatori peruviani che avevano giocato all'estero. Tra questi acquisti c'erano i difensori Héctor Chumpitaz, Rubén Díaz, Eleazar Soria, Carlos Carbonell e gli attaccanti Percy Rojas, Oswaldo Ramírez e Juan Carlos Oblitas. La rosa celeste di questo tempo contava anche Fernando Mellán, Ramón Mifflin e Alfredo Quesada, tre idoli del club; e con le giovanili Roberto Mosquera e Julio César Uribe. Questa squadra era guidata da Marcos Calderón, che aveva vinto l'ultimo titolo del club.

Julio César Uribe, idolo del club.

Cristal ha vinto il campionato del 1979 con una data di anticipo, dopo aver sconfitto il Deportivo Junín 6-1 al penultimo appuntamento allo Stadio Nazionale. Al termine delle 44 date, il club ha ottenuto 19 vittorie, 19 pareggi e 6 sconfitte. Il capocannoniere della squadra è stato Julio César Uribe con 18 gol.
L'anno successivo, il club è stato nuovamente incoronato campione e ha vinto il primo due volte campionato della sua storia, sempre in anticipo dopo aver battuto l'Atlético Torino 1-0 alla penultima giornata con un gol di Eleazar Soria. Durante questa gara, Cristal ha mantenuto 20 partite imbattute, che è il periodo di tempo più lungo in cui è rimasto imbattuto nel calcio peruviano.Il club ha giocato 36 partite durante il torneo, di cui ha vinto 19, pareggiato 11 e perso 6; ha avuto anche Oswaldo Ramírez il marcatore del torneo con 19 goal.
Il seguente titolo del club ho visto nel 1983, sotto il comando del paraguaiano César Cubilla. Nesse ano, o clube sagrou-se campione nell'ultimo appuntamento della Liguilla dopo aver sconfitto per 4-1 l'FBC Melgar. Cristal ha giocato 37 partite quell'anno, due ne hanno vinte 19, pareggiandone 13 e perdendone 5.

### Il tre volte campionato e la finale di Coppa Libertadores (1994-1997)
Il triennio 1994-1996 segnò la vittoria di tre campionati consecutivi, prima squadra peruviana a riuscirci nell'epoca professionistica, e la conseguente aggiunta delle tre stellette nello stemma societario. Per le vittorie conquistate e per la mole di gioco prodotta (da ricordare la vittoria per 11-1 sul Defensor Lima alla tredicesima giornata del campionato 1994, che risulta essere la più larga vittoria in campionato dello Sporting Cristal), la squadra guidata da Juan Carlos Oblitas venne ribattezzata La máquina celeste (la macchina celeste). Nel 1997 ottenne la sua migliore prestazione in ambito internazionale con il raggiungimento della finale della Coppa Libertadores, seconda squadra peruviana a riuscirci dopo l'Universitario, finalista nel 1972. La squadra, guidata dall'allenatore uruguayano Sergio Markarián, superò la prima fase grazie al terzo posto nel raggruppamento 4, per poi eliminare, in sequenza, il Vélez Sarsfield, il Bolívar e il Racing Club. In finale affrontò i brasiliani del Cruzeiro: dopo aver pareggiato a reti inviolate la gara di andata in casa, perse la gara di ritorno per 1-0. Negli anni successivi mantenne posizioni di vertice nel Campeonato Descentralizado, e partecipando ininterrottamente alla Coppa Libertadores dal 1995 al 2007, anno in cui si salvò dalla retrocessione solamente all'ultima giornata di campionato grazie alle reti di Roberto Palacios. 

### Cambiamenti profondi, lavoro e grandi successi (2011-oggi)
Nel 2011 Felipe Cantuarias ha assunto la presidenza del consiglio di amministrazione dello Sporting Cristal, dando così inizio a una fase di cambiamento istituzionale del club. I meritati tributi sono stati fatti agli idoli del club come Julio César Balerio, Jorge Soto, Julio César de Andrade Moura "Julinho", Orlando de la Torre, Fernando Mellán, Julio César Uribe e Horacio Baldessari. Allo stesso modo, il club ha apportato importanti modifiche interne a livello di gioco, come prima misura è stato redatto un piano strategico omogeneizzando e implementando lo stesso schema di gioco in tutte le serie inferiori e come seconda misura, lo Sporting Cristal ha aumentato la sua presenza internazionale nel calcio giovanile, attraverso la partecipazione a diversi tornei, che ha portato ad un aumento del budget del calcio giovanile. D'altra parte, l'autosostenibilità del club è stata proiettata dipendendo sempre meno da Backus, con un piano strutturato , protetto in sponsor, diritti televisivi e tifosi.
Nel 2012 dopo sette anni di alti e bassi in classifica, lo Sporting Cristal tornò alla vittoria del campionato dopo avere sconfitto nella finale il Real Garcilaso. Si ripeté nel 2014, nel 2016 e nel 2018, raggiungendo i diciannove campionati peruviani vinti.
Nella stagione 2020, dopo un brutto inizio in Liga 1, il club ha annunciato la partenza dell'allenatore Manuel Barreto, giorni dopo Roberto Mosquera è tornato come direttore tecnico dopo 7 anni. Il 12 marzo, il torneo di apertura è stato interrotto a causa della pandemia COVID-19, quando la competizione è tornata, la squadra è arrivata al terzo posto. Nel Torneo Clausura ha vinto il girone A e si è qualificato per la definizione contro l'Ayacucho Fútbol Club, sarebbe stato sconfitto dalle volpi ai calci di rigore. Cristal, per essere primo nella classifica accumulata, giocherebbe anche la semifinale con l'Ayacucho, nella prima partita vincerebbe 2-1 e nella seconda vincerebbe ancora con un sonoro 4-1 qualificandosi alla finale nazionale. Lo Sporting Cristal otterrebbe il suo ventesimo titolo battendo l'Universitario de Deportes 3-2 complessivamente nella definizione della stagione.
Lo Sporting Cristal chiude così un decennio di successi ottenendo 5 titoli in 9 anni, essendo il maggior successo nell'era professionistica del calcio peruviano.

## Simboli

### Scudo

#### Storia ed evoluzione dello scudo
Il primo stemma del club è stato creato quando era ancora chiamato "Sporting Cristal Backus". Aveva uno sfondo azzurro e le lettere iniziali del club (SCB) scritte dal basso verso l'alto in una striscia bianca, che correva dalla diagonale in basso a sinistra all'angolo in alto a destra. In alto aveva i colori della bandiera peruviana. Questo scudo è stato utilizzato sulle maglie del club per pochissime partite durante la prima partecipazione di Cristal nel 1956.
Quindi è stata apportata una piccola modifica allo scudo, questa volta le lettere "SCB" sono state posizionate dall'alto verso il basso nella striscia bianca che ora correva dall'alto a sinistra verso il basso a destra. Questo stemma è stato utilizzato fino a quando il termine "Backus" è stato eliminato dal nome del club alla fine del 1965.
Quando il termine Backus è stato rimosso dal nome del club, anche lo stemma ha subito modifiche, rimuovendo la lettera "B" da "Backus". Lo sfondo azzurro e i colori della bandiera peruviana sono stati mantenuti, mentre il bordo dello scudo ha subito variazioni nel corso degli anni. Il primo di questi scudi aveva un bordo ovale in basso e una linea retta in alto. Anni dopo un picco è stato aumentato nella parte inferiore.
Lo scudo attuale presenta una minima modifica: il bordo che racchiude lo scudo è un pentagono con linee gialle, ma con il dettaglio che le linee verticali sono più lunghe di quelle orizzontali. Inoltre viene mantenuta la striscia con le lettere "SC", il fondo azzurro e i colori, in alto, della bandiera peruviana. Dal 1997, in onore del tre volte scudetto vinto un anno prima, lo scudetto ha 3 stelle al top.
Nella seconda metà del 2018, in omaggio ai suoi precedenti scudetti, il club ha stilizzato il proprio scudetto riducendone la larghezza e cambiandone la tipografia, pur rispettando lo standard originale. Tuttavia, il cambio delle maglie poteva essere visto solo nella maglia alternativa lanciata nell'agosto 2019, mentre nella maglia di partenza poteva essere mostrato solo nel 2020.

### Inno
Nella storia del club, lo Sporting Cristal ha avuto diversi inni, tuttavia il più recente è considerato l'inno ufficiale del club e si intitola "La Fuerza Ganadora".
Questo inno è diventato un successo molto popolare negli anni '90 a causa della serie di vittorie consecutive del club in quel momento.

## Allenatori e presidenti
- 1956-1959  Blas Loredo Báscones
- 1960-1963  Alfonso Rau Villegas
- 1964  Augusto Moral Santisteban
- 1965  César Freundt Sánchez
- 1966-1971  Augusto Gálvez Velarde
- 1972-1979  Josué Grande Fernández
- 1980-1988  Jaime Noriega Zegarra
- 1989-1993  Federico Cúneo de la Piedra
- 1994-1997  Francisco José Lombardi
- 1998-1999  Alfonso Grados Carraro
- 2000-2001  Francisco José Lombardi
- 2002-2004  Jaime Noriega Bentín
- 2005-2010  François Mujica Serelle
- 2011-2013  Felipe Cantuarias Salaverry
- 2014-2018  Federico Cúneo de la Piedra
- 2019-  Joel Raffo Olcese[47]

## Palmarès

### Competizioni nazionali
- Campionato peruviano: 20 [48]

1956; 1961; 1968; 1970; 1972; 1979; 1980; 1983; 1988; 1991; 
 1994; 1995; 1996; 2002; 2005; 2012; 2014; 2016; 2018; 2020  
- Copa Bicentenario: 1

2021

### Altri piazzamenti
- Torneo Apertura: 5

1994, 2003, 2015, 2018, 2021
- Torneo Clausura: 6

1998, 2002, 2004, 2005, 2014, 2016
- Campionato peruviano:

Secondo posto: 1967, 1973, 1977, 1989, 1992, 1993, 1997, 1998, 2000, 2002, 2003, 2004, 2008, 2015, Apertura 2019, 2021, 2024
Terzo posto: 1978, Apertura 1998, 1999, 2013, Clausura 2019, Apertura 2020, 2023
- Coppa Libertadores:

Finalista: 1997
- Coppa El Gráfico: 2

2001, 2006
- Coppa Marlboro: 1

1988

## Statistiche e record
Lo Sporting Cristal ha partecipato alla Coppa Libertadores per tredici stagioni consecutive dall'edizione 1995 all'edizione 2007. Lo Sporting Cristal detiene il record del maggior numero di partite consecutive senza sconfitte nella Coppa Libertadores (17), ottenuto tra l'edizione 1968 e l'edizione 1969. L'imbattibilità cominciò il 24 gennaio 1968 (Jorge Wilstermann - Sporting Cristal 0-1) e terminò l'11 marzo 1969 (Santiago Wanderers - Sporting Cristal 2-0). Inoltre, la partita tra il Boca Juniors e lo Sporting Cristal nella Coppa Libertadores 1971 fu la partita che ha registrato il maggior numero di espulsioni (19, di cui 10 peruviani e 9 argentini) di tutte le edizioni della Coppa Libertadores.

### Partecipazione alle coppe
| Competizione       | Partecipazioni | Debutto | Ultima stagione | Totale |
| ------------------ | -------------- | ------- | --------------- | ------ |
| Coppa Libertadores | 36             | 1962    | 2022            | 36     |
| Coppa Merconorte   | 4              | 1998    | 2001            | 4      |
| Coppa CONMEBOL     | 1              | 1994    | 1994            | 1      |

## Organico

### Rosa 2023
| N. |                      | Ruolo | Calciatore        |
| -- | -------------------- | ----- | ----------------- |
| 1  | Perù (bandiera)      | P     | Matias Córdova    |
| 2  | Perù (bandiera)      | D     | Johan Madrid      |
| 4  | Perù (bandiera)      | D     | Gianfranco Chávez |
| 6  | Argentina (bandiera) | C     | Jesus Pretell     |
| 7  | Ecuador (bandiera)   | A     | Washington Corozo |
| 8  | Perù (bandiera)      | A     | Leandro Sosa      |
| 10 | Argentina (bandiera) | A     | Alejandro Hohberg |
| 11 | Perù (bandiera)      | A     | Irven Ávila       |
| 12 | Cile (bandiera)      | P     | Renato Solís      |
| 13 | Perù (bandiera)      | P     | Alejandro Duarte  |
| 15 | Perù (bandiera)      | D     | Jhilmar Lora      |
| 16 | Perù (bandiera)      | C     | Jesús Castillo    |
| 19 | Perù (bandiera)      | D     | Rafael Lutiger    |

| N. |                      | Ruolo | Calciatore                |
| -- | -------------------- | ----- | ------------------------- |
| 20 | Perù (bandiera)      | A     | Joao Grimaldo             |
| 22 | Ecuador (bandiera)   | D     | Juan Sánchez              |
| 25 | Perù (bandiera)      | C     | Martín Tavara             |
| 27 | Perù (bandiera)      | C     | Yoshimar Yotún (capitano) |
| 29 | Uruguay (bandiera)   | D     | Nilson Loyola             |
| 32 | Perù (bandiera)      | A     | Leonardo Díaz             |
|    | Perù (bandiera)      | C     | Adrián Ugarriza           |
| 9  | Brasile (bandiera)   | A     | Brenner                   |
|    | Perù (bandiera)      | C     | Carlos Lobatón            |
|    | Perù (bandiera)      | D     | Edinson Chávez            |
|    | Perù (bandiera)      | D     | Luis Abram                |
|    | Perù (bandiera)      | C     | Flavio Gómez              |
|    | Argentina (bandiera) | A     | Christian Jonathan Ortiz  |